# Глинский, Григорий Николаевич
Григорий Николаевич Глинский  (20 января 1842, Самарская губерния — 24 апреля 1884, Казань) — российский химик, профессор Императорского Казанского университета.

## Биография
Родился 20 января 1842 года. Семья принадлежала к духовенству. Окончил Императорский Казанский университет по естественному разряду с правом на степень кандидата (утвержден 26 мая 1867 года). 3 февраля 1867 года был назначен хранителем музея химической лаборатории, а 10 ноября 1869 года — лаборантом фармацевтической лаборатории. 25 ноября 1872 года получил степень магистра и 9 декабря того же года был избран доцентом химии с поручением преподавать общую и аналитическую химию студентам медицинского факультета. По выслуге трехлетия был уволен с должности доцента 14 июня 1876 года, но в 1876—1877 учебном году ему было поручено читать лекции по неорганической химии. 7 апреля 1877 года получил степень доктора. 29 апреля был избран экстраординарным профессором кафедры органической химии: его конкурентом при соискании звания выступил Н. Н. Любавин.
Скончался 24 апреля 1884 года. Погребен в Зилантовом монастыре.

## Избранная библиография
1. «О некоторых превращениях винильных соединений и об однохлоренном уксусном альдегиде» («Ученые Записки Казанского университета» 1868 г., IV, и отдельно);
2. «О монохлоромолочной кислоте, дихлоргидрине и цианхлоргидрине эфилглицерина» (Сообщение на II съезде русских естествоиспытателей, 1869 г.);
3. «О цианхлоргидрине эфилглицерина и монохлоромолочной кислоте» («Русский Химический Журнал», 1870 г.;
4. «О радикалах в органической химии» (там же, 1872 г., II, и отдельно);
5. «О распадении цианпродукта, получаемого действием цианистого калия на гидрат и пр.»,
6. «О содомолочной кислоте» и
7. «О продуктах измерения хлористого этила» («Труды IV съезда русских естествоиспытателей», 1873 г.);
8. "О гидрине хлороуксусного альдегида (1873 г.);
9. «Наблюдения над количественным содержанием органических нелетучих веществ, растворенных в воде озера Кабана» (Протоколы Казанского Общества Естествоиспытателей, 1874 г.);
10. «Новые исследования о продуктах охлорения хлористого этила и хлористого этилена и новые доказательства существования органических радикалов, у которых парное свободное сродство принадлежит одному из углеродных атомов». Докторская диссертация («Ученые Записки Казанского университета» 1876 г. и отдельно);
11. «Чертежи новых снарядов для фракционированных перегонок» (там же, 1876 г.); 12) "По поводу критики проф. Зайцева на сочинение: «Новые исследования о продуктах охлорения и т. д.». Казань, 1877 г.